# Запорожский завод ферросплавов
 «Запорожский завод ферросплавов» — одно из крупнейших предприятий в Европе, монопополист в выпуске ферросилиция (47,7 % украинского рынка), углеродистого ферромарганца и металлического марганца (100 %).

## История
Начал работать в 1933 году. Цех 2 феррохрома работал с 10 октября 1933 года. Цех 1 феррохрома стал работать с 1934 года. Потом оборудование перевезено в Сталинск. с 1944 по 1948 выпускал карбид кальция. Восстановлен после Великой Отечественной войны в 1948 году. В 1955 введен цех 3 по производству ферромарганца, газоизвестковое отделение. В 1958 введен цех 4 по производству ферросилиция.
В 1971 году предприятие награждено Орденом Трудового Красного Знамени.
После провозглашения независимости Украины государственное предприятие было преобразовано в открытое акционерное общество.
В 1993 акционирован. Собственник — Приватбанк.
В августе 1997 года завод был включён в перечень предприятий, имеющих стратегическое значение для экономики и безопасности Украины.
В 1998 году была создана Украинская ассоциация производителей ферросплавов (УкрФА), участником которой стал завод.
2003 год завод завершил с прибылью в размере 640 тыс. гривен, 2004 год — с убытком в размере 134 млн гривен.
В сентябре 2005 года завод начал производство ферросиликоалюминия (состав из 15-20 % алюминия и 50-70 % кремния), которое было освоено на печи № 1, до этого выпускавшей ферросилиций.
Начавшийся в 2008 году экономический кризис осложнил положение предприятия, объемы производства уменьшились, в конце 2008 года завод был временно остановлен, в феврале 2009 года были запущены две печи по производству ферросиликомарганца (№ 5 и № 27), но в марте 2009 года они были остановлены. 1 июня 2009 года завод запустил пять плавильных печей, но тем не менее, завершил 2009 год с убытком 153,535 млн гривен.
В 2010 году положение стабилизировалось и объемы производства увеличились, в 2011 году он произвёл 210,2 тыс. т ферросплавов.
2012 год завод завершил с убытком 144,826 млн гривен.
В 2013 году завод произвёл 298,2 тыс. т ферросплавов, в 2014 году — 327,3 тыс. тонн ферросплавов, но в 2015 году началось снижение объемов производства.
В четырех цехах работает 31 плавильная печь. Также работает 3 известковых печей. Работает 13 вспомогательных цехов.
Прибыль за 2017 год — 1 648 339 393,82 грн.
В 2020 году завод произвёл 86,5 тыс. т ферросиликомарганца, 36,3 тыс. т ферромарганеца, 32,9 тыс. т ферросилиция.

## Современное состояние
Директор Кравченко, Павел Александрович.
Предприятие спонсирует баскетбольный клуб — Ферро.
Издается газета «Ферросплавник».